# Piero Fabrizi
Piero Fabrizi (Roma, 12 dicembre 1957) è un musicista, compositore e produttore discografico italiano.

## Biografia
Musicista, compositore, produttore e arrangiatore, è attivo nel panorama musicale italiano sin dal 1980. Inizia il suo percorso professionale a Roma, lavorando, tra gli altri, con Toto Torquati. Nel 1985 si trasferisce a Milano, dove collabora con Mario Lavezzi alla realizzazione di alcuni album per Anna Oxa e Fiorella Mannoia e, proprio con l'album "Momento delicato", avvia una lunga collaborazione con la cantante romana, che lo vedrà impegnato nella produzione e nella realizzazione dei successivi dischi, a partire da "Canzoni per parlare" (1988). Saranno tredici gli album prodotti e due DVD. Curerà, inoltre, come chitarrista, arrangiatore e direttore musicale, tutti i concerti live della Mannoia dal 1986 al 2008.
Per lei compone, tra gli altri, Belle Speranze, Fragile, Occhi Neri, L'Assenza, Caterina e il Coraggio, Il Tempo non Torna Più (brano che vince la Grolla d'oro a St.Vincent, per il Disco dell’estate 1988) e Ascolta l'Infinito (entrambi scritti insieme ad Enrico Ruggeri), I Venti del Cuore (insieme a Massimo Bubola), Sorvolando Eilàt (insieme a Mogol), Crazy Boy (insieme a Samuele Bersani).
Nel 1996, per Jean Michel Folon, scrive un tema musicale come colonna sonora per le illustrazioni che sta preparando in vista della campagna pubblicitaria televisiva che la Snam gli ha commissionato: nasce così lo spot “Il metano è natura”.
Fonda, nel 2002, l'etichetta discografica indipendente Brave Art Records, con la quale realizza progetti dedicati alla musica strumentale, con Roberto Gatto, Enrico Rava, Emmanuel Bex, Maurizio Giammarco, Fabio Zeppetella, Umberto Fiorentino, Dario Deidda, David Fiuczynski, Roma Jazz Ensemble, Ramberto Ciammarughi, Michael Rosen e altri.
Sempre nel 2002, produce insieme a Pino Daniele il doppio Live "Pino Daniele, Francesco De Gregori, Fiorella Mannoia, Ron - In Tour" - Doppio cd e DVD basato sul tour svolto dai quattro artisti nelle maggiori città italiane.

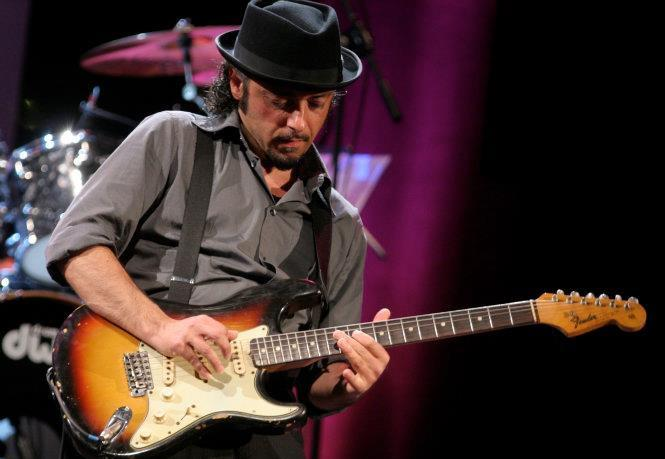
Piero Fabrizi

Nel 2006, viene pubblicato “Onda tropicale”, frutto della collaborazione di Piero Fabrizi e Fiorella Mannoia con esponenti della musica popolare brasiliana: Chico Buarque, Caetano Veloso, Gilberto Gil, Djavan, Milton Nascimento, Lenine, Chico César, Jorge Benjor, Carlinhos Brown, Adriana Calcanhotto.
Per questo disco Fabrizi, oltre alla produzione artistica e la direzione musicale del progetto, compie l'adattamento in lingua italiana (cosa che aveva già sperimentato con il brano: Il culo del mondo di Caetano Veloso nel 1995) di alcuni brani della musica popolare brasiliana.
La collaborazione con la Mannoia si chiude, nel 2008, con “Il movimento del dare”, album di inediti, nel quale la Mannoia interpreta brani composti per lei, oltre che dallo stesso Fabrizi, anche da Ivano Fossati (uno dei suoi autori “storici”),  da Pino Daniele,   Franco Battiato, Tiziano Ferro, Jovanotti e Luciano Ligabue.
Nel corso degli anni, collabora, inoltre, con Ivano Fossati, Enrico Ruggeri, Francesco De Gregori, Pino Daniele, Ron, Samuele Bersani, Massimo Bubola, Avion Travel e con diversi musicisti internazionali, quali Caetano Veloso, Chico Buarque, Milton Nascimento, Gilberto Gil, Djavan, Jorge Benjor, Carlinhos Brown, Adriana Calcanhotto, Tony Levin, David Fiuczynski, Moreno Veloso, Jaques Morelenbaum, Lenine, Chico Cèsar, tra gli altri. 
È del 2013 la nuova produzione artistica dell'EP “Sotto la pelle” della rock band italiana Vega's.
Nel settembre 2014, Fabrizi pubblica il primo disco da solista, Primula. 
L'album, realizzato tra il 2012 e il 2014 vede la partecipazione, tra gli altri, di Tony Levin, David Binney, Jaques Morelenbaum, Moreno Veloso, Arthur Maia, Marcos Suzano, Mauro Pagani, Maurizio Giammarco, Dario Deidda, Elsa Lila, Joanna St. Claire, Lily Latuheru. Di particolare rilievo la partecipazione vocale di Chico Cèsar, insieme al quale Piero Fabrizi canta, nel brano "Clandestino", riproposto per l'occasione in una nuova versione a due voci.
Dal 2015 a tutt'oggi, Piero Fabrizi è docente di produzione artistica nella sezione "canzone" dell'Officina delle Arti Pier Paolo Pasolini, coordinata da Tosca..
Nel 2018, per il film "Rabbia Furiosa", del regista Sergio Stivaletti, scrive, su musica di Maurizio Abeni, il testo della title track "Un bacio d'amore", cantata da Giulia Annecchino.
A maggio 2019, viene pubblicato il CD-book "Viaggio in Italia. Cantando le nostre radici" del gruppo AdoRiza, con la produzione, gli arrangiamenti e la direzione artistica di Piero Fabrizi. Album che vince la Targa Tenco 2019, nella categoria "Album Collettivo a Progetto".

## Discografia
- 1985 Fiorella Mannoia – Momento delicato - Chitarre
- 1986 Anna Oxa – È tutto un attimo - Chitarre elettriche, chitarra solista
- 1986 Fiorella Mannoia – Fiorella Mannoia - Chitarre acustiche ed elettriche - Arrangiamenti
- 1988 Fiorella Mannoia - Canzoni per parlare – Produzione artistica e Realizzazione - Chitarre acustiche ed elettriche
- 1989 Fiorella Mannoia - Di terra e di vento – Produzione artistica e Realizzazione - Chitarre acustiche ed elettriche
- 1992 Fiorella Mannoia - I treni a vapore – Produzione artistica e Realizzazione - Chitarre acustiche ed elettriche
- 1993 Fiorella Mannoia  - Le canzoni  – Produzione artistica e Realizzazione - Chitarre acustiche – Arrangiamenti: Piero Fabrizi e Vittorio Cosma (Sorvolando Eilat, Come si cambia, Quello che le donne non dicono)
- 1994 Massimo Bubola - Doppio lungo addio – Produzione artistica e Realizzazione – Arrangiamenti - Chitarre acustiche ed elettriche, mandolino, cori
- 1994 Fiorella Mannoia  – Gente comune –  Produzione artistica e Realizzazione – Arrangiamenti - Chitarre acustiche ed elettriche, mandolino
- 1997 Fiorella Mannoia  - Belle speranze – Produzione artistica e Realizzazione – Arrangiamenti - Chitarre acustiche ed elettriche, mandolino, cori
- 1999 Fiorella Mannoia - Certe piccole voci – Produzione artistica e Arrangiamenti - Chitarre acustiche ed elettriche, cori
- 2001 Fiorella Mannoia - Fragile - Produzione artistica e Arrangiamenti - Chitarre acustiche ed elettriche, cori
- 2002 Umberto Fiorentino – Things to come - Produzione artistica
- 2002 Pino Daniele, Francesco De Gregori, Fiorella Mannoia e Ron – In tour- Produzione artistica e Realizzazione di Pino Daniele e Piero Fabrizi – Piero Fabrizi chitarre elettriche
- 2003 Umberto Fiorentino – Alice  - Produzione artistica
- 2003 A.A.V.V. Faber, amico fragile (tributo a Fabrizio De André) - Fiorella Mannoia – Khorakhanè – Produzione artistica e Direzione musicale – Chitarra acustica
- 2004 Fiorella Mannoia – Concerti - Produzione artistica e Arrangiamenti - Chitarre acustiche ed elettriche, voce
- 2004 Fiorella Mannoia - Live – DVD – Due anni di concerti - Produzione artistica e Arrangiamenti - Chitarre acustiche ed elettriche, voce
- 2005 Maurizio Giammarco & Megatones – Mega Meets Microtones – Produzione artistica
- 2005 Roma Jazz Ensemble – Fast Race – Produzione artistica
- 2005 Audioslang Quartet  feat. Enrico Rava – Produzione artistica
- 2005 Fiorella Mannoia - DVD con libro Live in Roma 2005 Biografia di una voce
- 2006 Fiorella Mannoia – Onda tropicale – Produzione artistica, Arrangiamenti, Chitarre Acustiche ed Elettriche, cori
- 2007 Fiorella Mannoia - Canzoni nel tempo – Produzione artistica, Arrangiamenti, Chitarre acustiche ed elettriche, cori
- 2008 Fiorella Mannoia - Il movimento del dare – Produzione artistica, Arrangiamenti, Chitarre elettriche ed acustiche, lap steel, bouzouki, mandolino, ukulele, cori
- 2009 Zeppetella/Bex/Gatto – No clue – Produzione artistica
- 2013 – Vega’s – Sotto la pelle – Produzione artistica, Arrangiamenti, Chitarre elettriche, voce
- 2014 - Piero Fabrizi & Friends - Primula
- 2019 - AdoRiza - Viaggio in Italia. Cantando le nostre radici